# Barbara Bach
Barbara Goldbach (nome artístico: Barbara Bach) (Nova Iorque, 27 de agosto de 1947) é uma ex-modelo e atriz norte-americana, bond girl e esposa do baterista dos Beatles, Ringo Starr.

## Biografia
Filha de um policial nova-iorquino, Howard I. Goldbach e sua mulher Marjorie, sendo uma adolescente tomboy, apreciadora de Ray Charles e Bob Dylan e capitã do time de basquetebol de sua escola secundária, a partir dos 17 anos Barbara tornou-se uma modelo de sucesso nos Estados Unidos e na Europa, com capas para revistas como Elle, Vogue e Playboy. Baseada na Europa desde o fim dos anos 60, com seu primeiro marido, o empresário italiano, conde Augusto Gregorini, que conheceu numa viagem de avião para Roma em 1966, lançou-se no cinema em 1971 com um pequeno papel no filme giallo italiano de sucesso La Tarantola dal ventre nero, estrelado por duas outras bond girls, Claudine Auger e Barbara Bouchet, seguindo-se a ele a participação em outros filmes menores na Itália, tornando-se mais famosa naquele país como estrela de filmes B do que como modelo. Em 1975, ela se separou do marido e voltou aos Estados Unidos com os dois filhos pequenos, trabalhando novamente como modelo.
Dois anos depois conseguiu fama como a bond-girl Anya Amasova de The Spy Who Loved Me, terceiro filme da série de James Bond dos estrelados por Roger Moore e que a transformaria em símbolo sexual internacional. O escritor e crítico de cinema americano John Simon, celebrado por sua erudição, cultura e longevidade na profissão e criticado por seu estilo agressivo e irascível, considera Bach "provavelmente a mais linda mulher já vista no universo de James Bond". Ela, por seu lado, nunca se impressionou com a franquia, considerando James Bond "um porco chauvinista que usa as mulheres para se proteger das balas".
No ano seguinte, estrelou com Robert Shaw e Harrison Ford o thriller de guerra Force 10 from Navarone, mas sua carreira de filmes de sucesso acabou por aí. Depois de fazer The Humanoid, um filme menor de ficção científica com seu colega-vilão Jaws de O Espião Que Me Amava, Richard Kiel, foi recusada para o papel de Tiffany Welles na série de TV Charlie's Angels, substituindo Kate Jackson. Em 1980 conheceu Ringo Starr durante as filmagens da comédia pré-histórica Caveman — depois de tê-lo visto de longe 15 anos antes no Shea Stadium, durante a histórica apresentação dos Beatles em Nova Iorque — e casaram-se em abril de 1981, cinco meses após a morte de John Lennon. Participou nos anos seguintes de diversos videoclipes e gravações de Ringo e com ele estrelou a minissérie Princess Daisy, na NBC, em 1983. Seu último filme foi Give My Regards to Broad Street (1984) com Ringo e Paul McCartney, um musical baseado na obra fonográfica de McCartney do mesmo nome, Give My Regards to Broad Street.
Formada em psicologia pela UCLA em 1993, Barbara abandonou o cinema na metade da década de 1980. Junto com o marido dirige uma fundação, a Lotus Foundation, dedicada a caridade. Assim como seu marido, ela é vegetariana.

## Filmografia
- 1968 - L'Odissea - Nausicaa
- 1968 - Mio padre Monsignore - Chiara
- 1971 - O Vento Negro da Tarântula - Jenny
- 1971 - Curta Noite de Bonecos de Vidro - Mira Svoboda
- 1971 - Un peu de soleil dans l'eau froide - Héloïse/Elvire
- 1972 - I Predatori si muovono all'alba - Helen
- 1973 - O Homem Sensual - Anna
- 1973 - Il Maschio ruspante - Rema
- 1973 - A Última Oportunidade - Emily
- 1974 - Street Law - Barbara
- 1975 - Il lupo dei mari - Maud Brewster
- 1977 - Ecco noi per esempio - Ludovica
- 1977 - The Spy Who Loved Me - Anya Amasova
- 1978 -  Force 10 from Navarone - Maritza Petrovich
- 1979 - L'isola degli uomini pesce - Amanda Marvin
- 1979 - The Humanoid - Lady Agatha
- 1979 - Jaguar Lives! - Anna Thompson
- 1979 - Il Fiume del grande caimano - Alice Brandt
- 1980 - Up the Academy - Bliss
- 1981 - Caveman - Lana
- 1981 - The Unseen - Jennifer Fast
- 1982 - The Cooler
- 1983 - Princess Daisy - Vanessa Valerian
- 1984 - Give My Regards to Broad Street - jornalista - cameo
- 1986 - Ao Norte de Katmandu - jogadora de polo - cameo